# モラヴィアン大学
モラビアン大学（モラビアンだいがく、Moravian College & Theological Seminary、通常はMoravian Collegeと呼ばれる）は、アメリカ合衆国ペンシルベニア州ベスレヘム市にキャンパスを構えるモラヴィア兄弟団系のリベラル・アーツ・カレッジ。教養学部を主とする大学であるが、修士の学位を授与するモラビアン神学校も併設している。
モラビアン大学は1742年に創立した、全米で7番目に長い歴史を持つ大学である。2020年版のUSニューズ&ワールド・レポートの大学ランキングでは、全米のリベラル・アーツ・カレッジの中で136位という評価を受けている。
モラビアン大学はベスレヘムのダウンタウンに85エーカー（34.4ha）のキャンパスを構えており、約2,500人の学生が在学している。リベラル・アーツ・カレッジの特徴とも言える少人数制による教育を行っており、学生対教授の比は11:1、全講義の6割強は20人以下の学生数で行われている。

## 沿革
モラビアン大学は1742年にニコラウス・フォン・ツィンツェンドルフの16歳の娘、ベニグナ・フォン・ツィンツェンドルフが設立したベスレヘム女学院にその起源をさかのぼる。ベスレヘム女学院は1863年にペンシルベニア州政府によって学位を授与する大学としての認可を受けた後、1913年にモラビアン女子神学校・女子大学に改称された。
また、モラビアン大学の起源は1742年・1743年にそれぞれ設立された2校の男子校にもある。この2校の男子校は1759年に統合してナザレス・ホールと改称され、1807年にモラビアン大学・神学校に改称された後、こちらも1863年にペンシルベニア州政府によって大学としての認可を受けた。1954年にこの男子大学は女子大学と統合され、男女共学のモラビアン大学・神学校となった。この統合により、旧男子大学は現在のモラビアン大学のノース・キャンパスに、旧女子大学はサウス・キャンパスにそれぞれなった。

## キャンパス
モラビアン大学はノース・キャンパス（メイン・ストリート・キャンパス）とサウス・キャンパス（プリシラ・ペイン・ハード・キャンパス）の2つのキャンパスを有している。ノース・キャンパスには教室、各学科の事務室、入学事務室、学生寮、図書館など、大学の建物のほとんどが集中している。また、ノース・キャンパスの敷地内にはサッカー場とラクロス場がある。そのほかの体育施設、スチール・フィールド・コンプレックス（フットボール場兼陸上競技場）、ギレスピー・フィールド（野球場）、ソフトボール場、テニスコート、および体育館はすべてノース･キャンパスの東に集中している。一方、サウス・キャンパスでは芸術および音楽の各科目が開講されている。この2つのキャンパスは8ブロック離れている。

## スポーツ
モラビアン大学のスポーツチーム、グレイハウンズはNCAAのディビジョンIIIに属している。男子はフットボール、サッカー、バスケットボール、ラクロス、野球、陸上競技、クロスカントリー、テニス、ゴルフの9種目で、女子はチアリーディング、ソフトボール、バスケットボール、サッカー、ラクロス、フィールドホッケー、陸上競技、バレーボール、テニス、クロスカントリーの10種目でそれぞれ競っている。

## 註
1. 1 2 3 4 5  Moravian College. U.S. News & World Report. 2019年. 2020年3月24日閲覧.
2. 1 2 3 4  History. College of the Holy Cross. 2020年3月24日閲覧.
3. ↑  About MTS Archived 2009年4月18日, at the Wayback Machine.. Moravian Theological Seminary.
4. ↑  植民地時代に創立したアメリカ合衆国の大学の一覧
5. ↑  Best Colleges 2020: Liberal Arts Colleges. U.S. News & World Report. 2019年. 2020年4月17日閲覧.
6. ↑  Campus Maps. Moravian College.
7. ↑  Athletics. Moravian College.